# TSC Arena
Die TSC Arena (serbisch-kyrillisch ТСЦ Арена, ungarisch TSC Aréna) ist ein Fußballstadion in der serbischen Stadt Bačka Topola, Autonome Provinz Vojvodina. Es ist Eigentum und die Heimspielstätte des Fußballvereins FK TSC.

## Geschichte
Im September 2018 begannen die Bauarbeiten auf dem Gelände der damaligen Spielstätte des FK TSC, dem Gradski stadion Bačka Topola. Die neue Anlage ist gegenwärtig die modernste Spielstätte des Landes und bietet auf ihren vier überdachten Rängen 4500 Plätze. Es ist in die UEFA-Stadionkategorie 3 eingestuft. Dies berechtigt auch zur Austragung internationaler Spiele. Auf der Haupttribüne im Westen befinden sich elf V.I.P.-Logen (Skyboxen genannt). Sie sind in vier Kategorien (Platinum, Gold, Silber und Bronze) unterteilt. Sie liegen in der zweiten Etage, bieten zwischen 14 und 24 Besuchern Platz mit Blick auf das Spielfeld. Die Ränge sind in den Ecken durch massive Gebäude abgetrennt. Auf den vier Gebäuden sowie auf den Tribünendächern thront die LED-Flutlichtanlage. Darunter sind in zwei Ecken Videoanzeigetafeln angebracht. Die Spielfeld wird durch ein elektronisches Bewässerungssystem mit Wasser versorgt. Auf dem Dach sind Photovoltaikpaneele angebracht. Das Stadiongelände soll durch weitere Einrichtungen wie ein Hotel mit 45 Zimmern sowie ein Restaurant, ein Fitness-, Wellness- und Rehabilitationszentrum sowie ein Museum ergänzt werden.
Da Bačka Topola größtenteils von Ungarn (rund 50 %) bewohnt ist, zahlte der ungarische Staat die Baukosten. Ursprünglich ging man von etwas mehr als zehn Mio. Euro aus. Im Verlauf stiegen die Kosten um fünf Mio. Euro. Weitere Beispiele dieser Förderung sind die MOL Aréna (Dunajská Streda, Slowakei), die Opus Arena (Osijek, Kroatien) und das Stadion Sepsi OSK (Sfântu Gheorghe, Rumänien).
Die TSC Arena wurde am 3. September 2021 mit einem Freundschaftsspiel zwischen dem FK TSC und dem ungarischen Club Ferencváros Budapest (2:1) eröffnet. Das erste Ligaspiel (11. Spieltag der SuperLiga 2021/22) folgte am 25. September gegen den FK Vojvodina. Die Heimmannschaft gewann das Spiel durch ein Tor von Slobodan Rajković mit 1:0.

## Internationale Partien in der TSC Arena
Nachdem der FK TSC in der serbischen SuperLiga 2022/23 den zweiten Platz belegt hatte, traten sie in der Qualifikation zur UEFA Champions League 2023/24 an. Man unterlag in der 3. Qualifikationsrunde dem portugiesischen Club Sporting Braga. Der FK TSC erhielt als Unterlegener einen Platz in der Gruppenphase der UEFA Europa League 2023/24. In der Gruppe A treffen sie auf den SC Freiburg, West Ham United und Olympiakos Piräus. Des Weiteren fanden aufgrund der Hamas-Angriffe in Israel die Heimpartien von Maccabi Tel Aviv der UEFA Europa Conference League 2023/24 gegen Sorja Luhansk und KAA Gent in der Gruppenphase und das Rückspiel des Achtelfinals in der TSC Arena statt.

### UEFA Champions League 2023/24
- 15. Aug. 2023, 3. Runde:  FK TSC –  Sporting Braga 1:4 (Rückspiel)[6]

### UEFA Europa League 2023/24
- 05. Okt. 2023, Gruppe A:  FK TSC –  Olympiakos Piräus 2:2 (0:1)[7]
- 26. Okt. 2023, Gruppe A:  FK TSC –  SC Freiburg 1:3 (1:0)[8]
- 30. Nov. 2023, Gruppe A:  FK TSC –  West Ham United 0:1 (0:0)[9]

### UEFA Europa Conference League 2023/24
- 25. Nov. 2023, Gruppe B:  Maccabi Tel Aviv –  Sorja Luhansk 3:2 (1:0)[10]
- 14. Dez. 2023, Gruppe B:  Maccabi Tel Aviv –  KAA Gent 3:1 (2:0)[11]
- 14. Mär. 2024, Achtelfinale:  Maccabi Tel Aviv –  Olympiakos Piräus 1:6 n. V. (0:3)[12]

### UEFA Conference League 2024/25
- 24. Okt. 2024, Ligaphase:  FK TSC –  Legia Warschau 0:3 (0:1)[13]
- 07. Nov. 2024, Ligaphase:  FK TSC –  FC Lugano 4:1 (1:0)[14]
- 19. Dez. 2024, Ligaphase:  FK TSC –  FC Noah Jerewan 4:3 (1:2)[15]
- 13. Feb. 2025, Play-off zum Achtelfinale:  FK TSC –  Jagiellonia Białystok 1:3 (1:1)[16]